# Marine Fauthoux
Marine Fauthoux (nacida el 23 de enero de 2001 en Pau, Francia) es una jugadora de baloncesto francesa. Con 1.76 metros de estatura, juega en la posición de base.
Es la hija de Frédéric Fauthoux.